# William Haines
William Haines, nome completo Charles William Haines (Staunton, 2 gennaio 1900 – Santa Monica, 26 dicembre 1973), è stato un attore e antiquario statunitense, attivo all'epoca del muto.

## Biografia
Proveniente da una famiglia benestante, dopo aver vinto un concorso per dilettanti, a 22 anni partì per Hollywood e qui cominciò a recitare in piccole parti, guadagnandosi progressivamente ruoli di sempre maggior spessore. Nel 1925 era ormai la star maschile di maggior spicco della Metro-Goldwyn-Mayer e i suoi film ottenevano ottimi incassi. Le produzioni lo destinavano per lo più a ruoli brillanti all'interno di commedie romantiche, in cui la sua bella presenza e il suo piglio deciso gli procurarono una vasta schiera di fans.
Tra le pellicole di maggior successo ricordiamo Sally, Irene and Mary (1925), con le esordienti Joan Crawford e Constance Bennett, Brown of Harvard (1926), assieme a Jack Pickford e Mary Brian, e Maschere di celluloide (1928), con Marion Davies. Ebbe ruoli da protagonista in più di 20 film e, nel passaggio dal muto al sonoro, dimostrò di non deludere il suo pubblico e confermò il suo successo con Navy Blues (1930).
Dichiaratamente omosessuale, Haines conviveva con Jimmy Shields, giovane assistente di studio. Gli straordinari profitti gli consentivano un elevato tenore di vita, una casa riccamente arredata e automobili di lusso. All'epoca gli studios tenevano accuratamente nascosta la vita privata dei personaggi di Hollywood. Anche se nell'ambiente l'orientamento sessuale di attori e attrici era conosciuto, ai giornalisti venivano fornite notizie accuratamente confezionate per il pubblico; pertanto la diversità di Haines veniva tollerata, a patto di non lasciar trapelare nulla.
Nel 1933, tuttavia, Haines fu sorpreso in un dormitorio di Los Angeles insieme a un marinaio appena adescato e fu arrestato. Il produttore Louis B. Mayer gli impose pertanto un matrimonio di copertura e la rottura della relazione con Shields, ma a seguito del deciso rifiuto di Haines di uniformarsi alla "morale corrente", Mayer decise di interrompere il suo contratto e di scritturare Robert Montgomery nei ruoli originariamente destinati a lui.
Haines tentò di recitare con una compagnia minore, la Mascot Pictures, ma dopo due film (Young and Beautiful e The Marines Are Coming) girati nel 1934, decise di ritirarsi. Una successiva opportunità si presentò solo nel 1950, quando fu invitato dalla vecchia amica Gloria Swanson a recitare una piccola parte in Viale del tramonto, ma Haines preferì rifiutare.

### Una nuova carriera
Haines e Shields avevano intanto intrapreso una nuova attività come antiquari e arredatori. Grazie al loro gusto eclettico e grazie alle loro amicizie nell'ambiente cinematografico, seppero imporre il loro stile luminoso e sofisticato nell'arredare le ville di clienti di prestigio come Joan Crawford, Gloria Swanson, Carole Lombard, Marion Davies, Ronald Reagan e George Cukor. Occasionalmente, Haines lavorò per il cinema anche come arredatore/scenografo in un paio di film degli anni trenta e poi in uno del 1943.
Un tragico incidente segnò le vite di Haines e Shields nel 1936, quando furono aggrediti e picchiati da alcuni affiliati al Ku Klux Klan, dopo che un loro vicino di casa li aveva accusati di aver molestato suo figlio. Molti attori, loro amici, consigliarono ai due di sporgere denuncia. Marion Davies chiese all'editore William Randolph Hearst, di cui era l'amante, di intervenire sull'opinione pubblica e di utilizzare tutta la sua influenza per ottenere i migliori avvocati e avere ragione del sopruso dei vicini di casa, ma Haines e Shields decisero di chiudere la faccenda con discrezione.
La coppia aprì successivamente uno studio di interior design a Malibù, imponendo sempre più quello stile eclettico in cui si mescolano richiami orientali e mediterranei, déco e neoclassicismo, legno e acciaio, e che poi verrà comunemente definito "stile californiano". La loro attività continuò con ottimi profitti fino ai primi anni settanta, con una breve interruzione negli anni della seconda guerra mondiale, durante la quale Haines servi la patria nell'esercito.
Haines e Shields non si separarono mai. Joan Crawford li descrisse come "la coppia sposata più felice di Hollywood". Haines morì nel 1973 a seguito di un carcinoma polmonare, e dopo pochi mesi anche Shields preferì mettere fine alla propria vita ingerendo una overdose di barbiturici. Entrambi sono sepolti, uno accanto all'altro, al Woodlawn Memorial Cemetery.

## Riconoscimenti
William Haines ha una stella nella Hollywood Walk of Fame.

## Filmografia

### Attore
- Brothers Under the Skin, regia di E. Mason Hopper (1922)
- Il supplizio del tam-tam (Lost and Found on a South Sea Island), regia di R.A. Walsh (Raoul Walsh) (1923)
- Souls for Sale, regia  di Rupert Hughes (1923)
- Tre pazzi saggi (Three Wise Fools), regia di King Vidor (1923)
- Three Weeks, regia di Alan Crosland (1924)
- Un uomo d'affari (True as Steel), regia di Rupert Hughes (1924)
- The Midnight Express, regia di George W. Hill (1924)
- The Gaiety Girl, regia di King Baggot (1924)
- Il vino della giovinezza (Wine of Youth), regia di King Vidor  (1924)
- Circe la maga (Circe, the Enchantress), regia di Robert Z. Leonard (1924)
- So This Is Marriage?, regia di Hobart Henley (1924)
- La moglie del centauro (The Wife of the Centaur), regia di King Vidor (1924)
- 1925 Studio Tour documentario MGM (1925)
- A Fool and His Money, regia di Erle C. Kenton (1925)
- Who Cares, regia di David Kirkland (1925)
- The Denial, regia di Hobart Henley (1925)
- Schiava della moda (A Slave of Fashion), regia di Hobart Henley (1925)
- Fighting the Flames, regia di B. Reeves Eason (1925)
- La torre delle menzogne (The Tower of Lies), regia di Victor Sjöström (1925)
- Little Annie Rooney, regia di William Beaudine (1925)
- Le tre grazie (Sally, Irene and Mary), regia di Edmund Goulding (1925)
- Mike, regia di Marshall Neilan (1926)
- The Thrill Hunter, regia di Eugene De Rue (1926)
- Ragione per cui (Memory Lane), regia di John M. Stahl (1926)
- Lo studente (Brown of Harvard), regia di Jack Conway (1926)
- Mammina (Lovey Mary), regia di King Baggot (1926)
- Tell It to the Marines, regia di George W. Hill (1926)
- A Little Journey, regia di Robert Z. Leonard (1927)
- Slide, Kelly, Slide, regia di Edward Sedgwick (1927)
- Spring Fever, regia di Edward Sedgwick (1927)
- L'allievo di West Point (West Point), regia di Edward Sedgwick (1928)
- The Smart Set, regia di Jack Conway (1928)
- Voce del mondo (Telling the World), regia di Sam Wood (1928)
- Excess Baggage, regia di James Cruze (1928)
- Maschere di celluloide (Show People), regia di King Vidor (1928)
- Il misterioso Jimmy (Alias Jimmy Valentine), regia di Jack Conway (1928)
- The Duke Steps Out, regia di James Cruze (1929)
- Il clown (A Man's Man), regia di James Cruze (1929)
- Hollywood che canta (The Hollywood Revue of 1929), regia di Charles Reisner (1929)
- Cuori e motori (Speedway), regia di Harry Beaumont (1929)
- Navy Blues, regia di Clarence Brown (1929)
- Come rubai mia moglie (The Girl Said No), regia di Sam Wood (1930)
- Chi non cerca... trova (Free and Easy), regia di Edward Sedgwick (1930)
- Cowboy per forza (Way Out West), regia di Fred Niblo (1930)
- La banda dei fantasmi (Remote Control), regia di Nick Grinde, Edward Sedgwick e Malcolm St. Clair (1930)
- The Stolen Jools o The Slippery Pearls cortometraggio, regia di William C. McGann e altri (1931)
- A Tailor Made Man, regia di Sam Wood (1931)
- Just a Gigolo, regia di Jack Conway (1931)
- The New Adventures of Get-Rich-Quick Wallingford, regia di Sam Wood (1931)
- Are You Listening?, regia di Harry Beaumont (1932)
- Il levriero del mare (Fast Life), regia di Harry A. Pollard (non accreditato) (1932)
- Una stella s'innamora (Young and Beautiful), regia di Joseph Santley (1934)
- Sposiamoci stanotte (The Marines Are Coming), regia di David Howard (1934)

### Arredatore/Scenografo
- Just a Gigolo, regia di Jack Conway (1931)
- La moglie di Craig (Craig's Wife), regia di Dorothy Arzner (1936)
- Young and Beautiful, regia di Will Jason - cortometraggio (1943)